# YouTube Premium
YouTube Premium (anteriormente YouTube Red) es un servicio de suscripción de transmisión de pago para YouTube que proporciona transmisión sin publicidad de todos los videos alojados en YouTube, contenido original exclusivo producido en colaboración con los principales creadores del sitio, así como reproducción sin conexión y reproducción de videos de fondo en dispositivos móviles.
El servicio se lanzó originalmente en noviembre de 2014 como Music Key, que ofrecía solo la transmisión de música y videos musicales sin publicidad de las discográficas participantes en YouTube y Google Play Music. El servicio fue luego revisado y relanzado como YouTube Red el 31 de octubre de 2015, ampliando su alcance para ofrecer acceso sin publicidad a todos los videos de YouTube, en lugar de solo música. YouTube anunció el cambio de marca del servicio como YouTube Premium el 17 de mayo de 2018, junto con el regreso de un servicio de suscripción de YouTube Music por separado.

## Historia

Logotipo de YouTube Red entre 2017 y 2018.

El servicio se dio a conocer por primera vez en noviembre de 2014 como Music Key, sirviendo como una colaboración entre YouTube y Google Play Music, y pretendía suceder al servicio de suscripción del primero. Music Key ofreció la reproducción sin anuncios de videos musicales de las discográficas participantes alojadas en YouTube, así como la reproducción en segundo plano y sin conexión de videos musicales en dispositivos móviles desde la aplicación de YouTube. El servicio también incluía acceso a Google Play Music All Access, que proporciona transmisión de audio sin anuncios de una biblioteca de música. Junto a Music Key, Google también introdujo una integración más estrecha entre Play Music y las aplicaciones de YouTube, incluido el intercambio de recomendaciones musicales y el acceso a los videos musicales de YouTube desde la aplicación Play Music. Music Key no fue la primera incursión de YouTube en contenido premium, ya que lanzó el alquiler de películas en 2010 y los canales prémium por suscripción en 2013.
Durante su beta de solo invitación, Music Key enfrentó una recepción mixta debido al alcance limitado de la oferta. El director de negocios de YouTube, Robert Kyncl, explicó que su hija estaba confundida sobre por qué los videos de canciones de Frozen no eran "música" en el alcance del servicio, y por lo tanto no estaban libres de publicidad. Estas preocupaciones y otras condujeron a una renovación del concepto de Music Key para crear YouTube Red; a diferencia de Music Key, YouTube Red fue diseñado para proporcionar a todos los videos transmisión sin anuncios, en lugar de solo contenido de música. Este cambio requirió que YouTube solicitara permiso a sus creadores de contenido y titulares de derechos para permitir que su contenido fuera parte del servicio sin publicidad; según los nuevos términos del contrato, los socios recibirían una parte de los ingresos totales de las suscripciones de YouTube Red, según lo determinado por la cantidad de contenido que ven sus suscriptores.
YouTube también intentó competir contra sitios como Hulu y Netflix al ofrecer contenido original como parte del servicio de suscripción, aprovechando personalidades destacadas de YouTube en combinación con productores profesionales. Robert Kyncl reconoció que, si bien muchas de las personalidades prominentes de YouTube habían construido sus seguidores y creado contenido mientras operaban con un "presupuesto reducido", admitió que "para escalar, se necesita un tipo diferente de empresa, un tipo diferente de conjunto de habilidades" como contar historias y "showrunning". La destacada personalidad de YouTube, PewDiePie, que participó en uno de los originales planificados para el servicio, explicó que el servicio estaba destinado a mitigar los beneficios perdidos debido al uso de bloqueo de anuncios.
YouTube Red se presentó oficialmente el 21 de octubre de 2015. El 18 de mayo de 2016, YouTube Red y YouTube Music se lanzaron en Australia y Nueva Zelanda, los primeros países en obtener acceso al servicio fuera de los Estados Unidos.
El 3 de agosto de 2016, se agregó el soporte de YouTube Red a la aplicación YouTube Kids. Ese mismo mes se lanzó el servicio en México.
El 6 de diciembre de 2016, YouTube Red se expandió a Corea del Sur.
El 17 de mayo de 2018, YouTube anunció el próximo cambio de marca del servicio como YouTube Premium, que entró oficialmente en vigencia el 18 de junio. El cambio de marca se produjo junto con el relanzamiento de YouTube Music, con un servicio de suscripción por separado centrado exclusivamente en la música (que, como antes, se incluirá con el servicio de YouTube Premium más grande, y también se ofrecerá a los suscriptores de Google Play Music). YouTube también anunció que el precio del servicio aumentaría de US$9.99 (que servirá como el precio del servicio YouTube Music Premium) a US$11.99 por mes para los nuevos suscriptores. Junto con el cambio de nombre, los servicios también se expandieron a Canadá y 11 mercados europeos (incluidos Alemania, Austria, España, Finlandia, Francia, Irlanda, Italia, Noruega, Reino Unido, Rusia y Suecia), con más expansión para venir en el futuro. El 28 de agosto de 2018, YouTube Premium se expandió a Bélgica, Dinamarca, Luxemburgo y los Países Bajos. El 13 de noviembre de 2018, YouTube Premium se expandió a Chile, Colombia, Japón, Perú y Ucrania. El 14 de noviembre de 2018, YouTube Premium se expandió a Suiza y más mercados. El 12 de marzo de 2019 se expandió a 12 países latinoamericanos, que son Argentina, Paraguay, Bolivia, Costa Rica, República Dominicana, Ecuador, El Salvador, Guatemala, Honduras, Nicaragua, Panamá y Uruguay, además de India y Sudáfrica, siendo 14 nuevos, teniendo disponibilidad en 43 países en total.

## Características
Una suscripción Premium de YouTube permite a los usuarios ver videos en YouTube sin publicidad en el sitio web y sus aplicaciones móviles, incluidas las aplicaciones dedicadas de YouTube Music, YouTube Gaming y YouTube Kids. A través de las aplicaciones, los usuarios también pueden guardar videos en sus dispositivos para verlos sin conexión, reproducirlos en segundo plano y en modo de Picture-in-Picture en Android Oreo. YouTube Premium también ofrece contenido original exclusivo para los suscriptores, creado y publicado por los creadores más grandes de YouTube. El servicio también ofrece transmisión de música sin publicidad a través del servicio YouTube Music Premium.

## Contenido
YouTube Premium ofrece películas originales y series producidas en colaboración con estudios profesionales y personalidades de YouTube.
Para series de varios episodios, el primer episodio de una serie original de YouTube Premium está disponible gratis. En los países seleccionados donde el servicio aún no está disponible, los episodios individuales también se pueden comprar a través de YouTube o Google Play Movies & TV.
En noviembre de 2018, se anunció que Google estaba planeando ajustar su estrategia de contenido original de YouTube Premium con un enfoque de «lista única», con planes de hacer que más contenido original esté disponible sin pagar en una base publicitaria para 2020. La suscripción Premium aún cubriría acceso libre de publicidad y las ventanas de exclusividad cronometrada para el contenido original.
Youtube originals es un servicio que produce contenido original para una audiencia especializada. El documental The Age of Ai fue producido por Robert Downey Jr y tiene una duración de ocho episodios de 60 minutos cada uno.

## Recepción

### Términos de licencia
En mayo de 2014, antes de la presentación oficial del servicio Music Key, la organización de comercio de música independiente Worldwide Independent Network alegó que YouTube estaba utilizando contratos no negociables con discográficas independientes que estaban "infravaloradas" en comparación con otros servicios de transmisión, y declaró que YouTube amenazó con bloquear los videos de una discográfica del acceso público si no estaban de acuerdo con los nuevos términos. En una declaración al Financial Times en junio de 2014, Robert Kyncl confirmó que estas medidas eran "para garantizar que todo el contenido de la plataforma se rija por sus nuevos términos contractuales". Al afirmar que el 90% de las discográficas habían llegado a acuerdos, agregó que "si bien deseamos tener una tasa de éxito del 100%, entendemos que no es un objetivo alcanzable y, por lo tanto, es nuestra responsabilidad para nuestros usuarios y la industria lanza la experiencia musical mejorada". Más tarde, el Financial Times informó que YouTube había llegado a un acuerdo global con Merlin Network, un grupo comercial que representa a más de 20,000 sellos independientes, para su inclusión en el servicio. Sin embargo, YouTube no ha confirmado el trato.
Tras la presentación de YouTube Red, se afirmó que estos mismos requisitos contractuales ahora se aplicarían a todos los miembros del Programa de Socios de YouTube; Los socios que no acepten los nuevos términos y acuerdos de reparto de ingresos relacionados con el servicio YouTube Red tendrán sus videos bloqueados por completo en las regiones donde YouTube Red esté disponible. Los canales de YouTube de ESPN fueron una parte notable afectada por el cambio; un representante de la matriz de ESPN, The Walt Disney Company, declaró que los conflictos con los titulares de derechos de terceros en relación con el material deportivo contenido en los videos de YouTube de ESPN impidieron que se les ofreciera bajo los nuevos términos. Una cantidad limitada de videos antiguos permanece en el canal principal de ESPN.
Del mismo modo, una gran cantidad de contenido con licencia de sellos discográficos japoneses y coreanos dejó de estar disponible en las regiones donde YouTube Red está disponible. Se creía que la posibilidad de descargar videos para verlos sin conexión en YouTube Red era motivo de dudas para las empresas de medios japonesas debido a la necesidad de controlar cuándo, dónde y cómo se usa el contenido de acuerdo con las leyes de copyright japonesas, de ahí su contenido fue bloqueado bajo los nuevos requisitos.